# Gossyparia
Gossyparia är ett släkte av insekter som beskrevs av Victor Antoine Signoret 1875. Gossyparia ingår i familjen filtsköldlöss.
Släktet innehåller bara arten Gossyparia spuria.